# Gouna
Pour les articles homonymes, voir Gouna (homonymie).
Gouna est une commune rurale du Sud-Est du Niger, située dans  le département de Mirriah et dans la région de Zinder.
Les habitants sont des gounawa, ou bagouné individuellement.

## Géographie
Le canton de Gouna qui comprend quatre-vingt-quatorze (92) villages et groupements peul et touareg réunis est érigé en commune rurale en 2002. La localité de Gouna se situe à 28 kilomètres au sud de la ville de Zinder ou à 34 kilomètres, en passant par Mirriah, le chef-lieu du département auquel la commune est rattachée.
La localité de Gouna est située à 16 km au sud du chef-lieu départemental Mirriah. 
| Zinder V | Kolléram | Mirriah |
| Dogo     | Gouna    | Ouacha  |
|          | Dungass  |         |

### Relief
Le relief de la commune se caractérise par des plaines et des collines au nord-ouest. Aux abords de la ville, se trouvent des zones de retenue d'eau, formant des marigots saisonniers appelés Bararam (à l'est), Gangami (à l'ouest) et Gadouram (au sud).

### Végétation
La végétation est composée des acacia albida, appelés Gao en langue Haoussa, parsemée des palmiers doums et baobabs.

## Toponymie
La localité de Gouna fut fondée il y a environ 500 ans par Malam Méla, un marabout venu de Kouloumfardou (village situé à l'ouest de Goudoumaria dans la région de Diffa et dans le département de Mainé Soroa). À son arrivée dans la zone, il s’installa d'abord au bord d’une mare nommée "Goumgoumka", aujourd’hui appelée Bararam. Gêné par des hyènes, il se déplaça quelques années plus tard un peu plus à l’ouest, à l’emplacement actuel de la ville. Certains des membres de sa famille se sont aussi installés beaucoup plus loin à l'ouest, notamment à Droum Koumtchi et à Dogo.
Le nom de la localité de Gouna vient du l’appellation d’une espèce de courge en langue Haoussa. À l’époque, toute la zone était couverte par cette plante rampante, annuelle, de la famille des cucurbitacées dont les fruits sont ronds, amers, de petite taille et parfois comestibles.
L’origine de nom du village est liée aux caractéristiques de cette plante. Gouna est une plante très résistante à la sécheresse et capable de couvrir en peu de temps des très grands espaces. C’est donc en raison de son abondance dans la zone, mais aussi pour les qualités de résistance et de propagation rapide de la plante que son nom a été donné au village.

### Ère pré-coloniale
C'est sous le règne du sultan du Damaragam, Ibram Dan Saleman (dans son premier règne 1822-1841) que fut désigné des surveillants investis de la mission de veiller sur les nombreux chevaux de guerre du sultanat élevés à Gouna, cumulativement avec l’autorité sur la population que leur conférait leur statut de représentants du sultan. Ceux-ci prirent le titre de Mai Dawaki. Le premier délégué s’appelait Mai Dawaki Habou, ensuite vint Mai Dawaki Zobé. Dix-neuf (19) « Mai Dawakay » se sont succédé avant l’arrivée des colons français. 
Un autre émissaire appelé Boulama fut nommé par le sultan. Celui-ci fut chargé de la récolte et de la cueillette des fruits et légumes des jardins de Gouna pour les envoyer au sultanat, puisque tous les arbres fruitiers étaient censés appartenir au sultan du Damagaram.

### Ère post-coloniale
Le premier chef-lieu de canton institué par la France en 1903 était initialement la localité de Jan Rouwa près de Houroumi située au sud de Gouna. C'est en raison de la proximité de Gouna par rapport à la ville de Mirriah et à celle de Zinder que le village de Gouna fut érigé en chef-lieu de canton, sous la régence de Ousman Bellama. Tous les chefs de canton de Gouna sont considérés comme étant les chefs de la cour du sultanat de Damagaram et prennent de facto le titre de "SARKI'N FADA". 
Liste des chefs de canton de Gouna :
- Le premier chef de canton de Gouna désigné par le régent Ousmane Bellama fut Mamadou. Originaire de Damagaram Takaya (un village au nord Damagaram), il résidait à Jan Rouwa avant le transfert du chef-lieu de canton à Gouna. De l’ethnie Kanouri, il accéda au pouvoir en 1903 et régna pendant 18 ans, avant d’être destitué en 1921 ;
- Le deuxième fut Sarki'n Fada Mahaman Dan Azoumi. Natif de Kaki Baré, résidant à Kadi (villages situés au sud de Gouna). Il accéda au pouvoir en 1921 et régna pendant 18 ans et 6 mois. Il est mort sur le trône en 1939 ;
- Le troisième fut Sarki'n Fada Kaila Mahaman Dan Azoumi. Né à Kadi, il accéda au pouvoir en 1940 et régna pendant 2 ans et 6 mois avant d’être destitué en 1942 ;
- Le quatrième fut Sarkin Fada Mato Aboubacar Mahaman Dan Azoumi Né à Kadi en 1916, il accéda au trône en 1943 à l’âge de 29 ans et régna pendant 54 ans et 7 mois. Il mourut le 13 juin 1997 à l'âge de 81 ans ;
- Sarki'n Fada Moussa Mato Aboubacar Mahaman Dan Azoumi né à Gouna en 1946. Il fut élu à l’âge de 56 ans. En exercice depuis août 1998.

## Population
La ville était initialement peuplée de Kanouri (béri-béri), bien que la langue parlée soit actuellement le Haoussa. Des éleveurs nomades peulh et touareg en quête de pâturage s'y sont par la suite installés aux périphéries puis se sont sédentarisés autour du village, tout en conservant leurs chefs de groupement respectifs distincts: (le Chef du groupement peulh "Sarkin Foulani" et le chef du groupement touareg "Tambari"), tous les deux résidants à Zinder.
Lors du recensement général de 2012, la population communale est relevée à 63 598 habitants, dont 4 840 habitants pour la localité principale.

## Services et infrastructures
- Centre de Santé Intégré (CSI) à Gouna, Guirari[6].
- Collège d'enseignement général (CEG) à Gouna.
- Centre de formation des métiers (CFM) à Gouna.